# Бутурлин, Иван Матвеевич
 Иван Матвеевич Бутурлин по прозвищу Сопля (? – 1629) — русский государственный деятель XVI-XVII веков, военачальник, выборный дворянин по Коломне, воевода, участник Первого народного ополчения.  

## Биография
Происходит из младшей ветви древнего русского дворянского рода Бутурлиных. Сын Матвея Даниловича Бутурлина. Потомок в VII колене Ивана Андреевича Бутурли, боярина, родоначальника Бутурлиных
По Писцовой книге Владимирского уезда Боголюбова стана 1628-30 гг. одна третья часть села Палех значится в вотчине за Иваном Бутурлиным и его детьми: "дана была Ивану Бутурлину «За московское осадное сидение королевичево». В части Ивана Бутурлина — «двор вотчинников, 10 дворов крестьянских и 7 бобыльских, а в другой части — 26 дворов крестьянских и 14 бобыльских…»..
Его сын — Емельян (Омельян) Иванович Бутурлин (? — 1677) — стольник и воевода, участник Русско-польской войны 1654—1667 гг.